# Zwartkopcymus
De zwartkopcymus (Cymus melanocephalus) is een wants uit de onderfamilie Cyminae en uit de familie bodemwantsen (Lygaeidae).
De onderfamilie Cyminae wordt ook weleens gezien als een zelfstandige familie Cymidae in een superfamilie Lygaeoidea. Lygaeidae is conform de indeling van bijvoorbeeld het Nederlands Soortenregister.

## Uiterlijk
Het is een geelbruine tot donkerbruine wants. De wants is 3,1 – 3,9 mm lang. Het onderscheid met de drie andere soorten uit dit genus is niet eenvoudig. De zwartkopcymus is vaak donkerder dan de andere soorten. Hij heeft meestal een zwartbruine kop en een donkerbruin halsschild. De vleugels zijn geheel gestippeld (gepuncteerd).

## Verspreiding en habitat
De soort is wijdverspreid in Europa van Scandinavië tot in het Middellandse Zeegebied, in Noord-Afrika en verder naar het oosten tot in Centraal-Azië. Hij komt voor in vochtige leefgebieden en maar zelden in droge gebieden.

## Leefwijze
Deze wantsen leven op verschillende planten uit de russenfamilie (Juncaceae). Veel zeldzamer zijn ze op planten uit de cypergrassenfamilie (Cyperaceae). Het overwinteren vindt plaats als imago. Ze overwinteren vaak ver van de voedselplanten in de droge strooisellaag of onder losse schors.